# Saint Meinrad
Pour l’abbaye, voir Abbaye Saint-Meinrad.
Saint Meinrad est une census-designated place située dans le comté de Spencer, dans l’État de l’Indiana, aux États-Unis. Elle abrite l’abbaye Saint-Meinrad.

## Source
- (en) Cet article est partiellement ou en totalité issu de l’article de Wikipédia en anglais intitulé « Saint Meinrad, Indiana » (voir la liste des auteurs).